# Malachor V
Malachor V je planeta ve světě Hvězdných válek.

## Historie
Za dob Sithského Impéria patřila planeta pod jeho správu. Na povrchu byla postavená Trayuská Akademie, postavená pravděpodobně před dvaceti tisíci roků. Bylo to právě tam, kde se kolem 4000 BBY Jedi Revan a Malak vydali na cestu temnou stranou.
Právě zde byla vybojována poslední bitva v Mandalorianských válkách, kde byli Mandaloriané zcela poraženi, tehdy již Temným Pánem ze Sithu, Darth Revanem. 
Po tom, co byl Revan vrácen na světlou stranu a porazil Malaka, do Trayuské Akademie dorazila jiná Sith Lady, Darth Traya. Se svými dvěma učedníky, Darth Sionem a Darth Nihilusem, zde založili Sithský Triumvirát a společně vládli přeživším Sithům. 
Na konci Prvního Jedijského Vyhlazení byla planeta zničena po zapnutí generátorů stínů. Společně s planetou zemřeli Darth Sion i Darth Traya.